# Бусьё-ле-Руа
Бусьё-ле-Руа́ (фр. Boucieu-le-Roi, окс. Bouciu) — коммуна во Франции, находится в регионе Рона — Альпы. Департамент коммуны — Ардеш. Входит в состав кантона Турнон-сюр-Рон. Округ коммуны — Турнон-сюр-Рон.
Код INSEE коммуны — 07040.
Коммуна расположена приблизительно в 460 км к юго-востоку от Парижа, в 85 км южнее Лиона, в 35 км к северу от Прива в долине реки Ду.

## Население
Население коммуны на 2008 год составляло 277 человек.
| 1962 | 1968 | 1975 | 1982 | 1990 | 1999 | 2009 |
| ---- | ---- | ---- | ---- | ---- | ---- | ---- |
| 357  | 363  | 287  | 256  | 277  | 259  | 279  |

## Экономика
В 2007 году среди 169 человек в трудоспособном возрасте (15—64 лет) 129 были экономически активными, 40 — неактивными (показатель активности — 76,3 %, в 1999 году было 68,5 %). Из 129 активных работали 109 человек (67 мужчин и 42 женщины), безработных было 20 (13 мужчин и 7 женщин). Среди 40 неактивных 14 человек были учениками или студентами, 15 — пенсионерами, 11 были неактивными по другим причинам.

## Достопримечательности
- Дом бальи. Исторический памятник с 1927 года.[3]
- Церковь XIII века в готическом стиле.
- Музей Пьера Винь[фр.].
- Королевский мост. Исторический памятник с 1927 года.[4]

## Фотогалерея

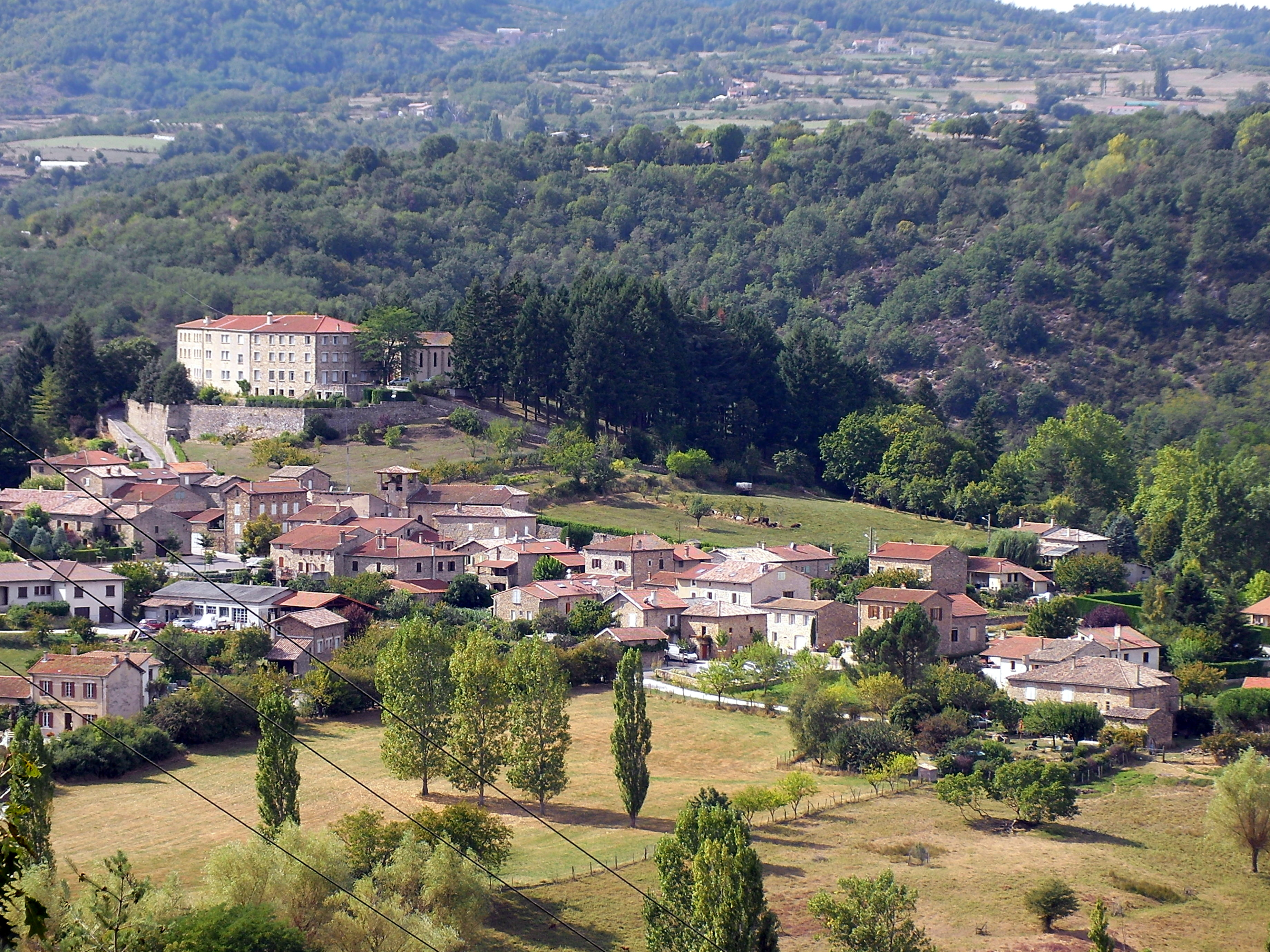
Бусьё-ле-Руа
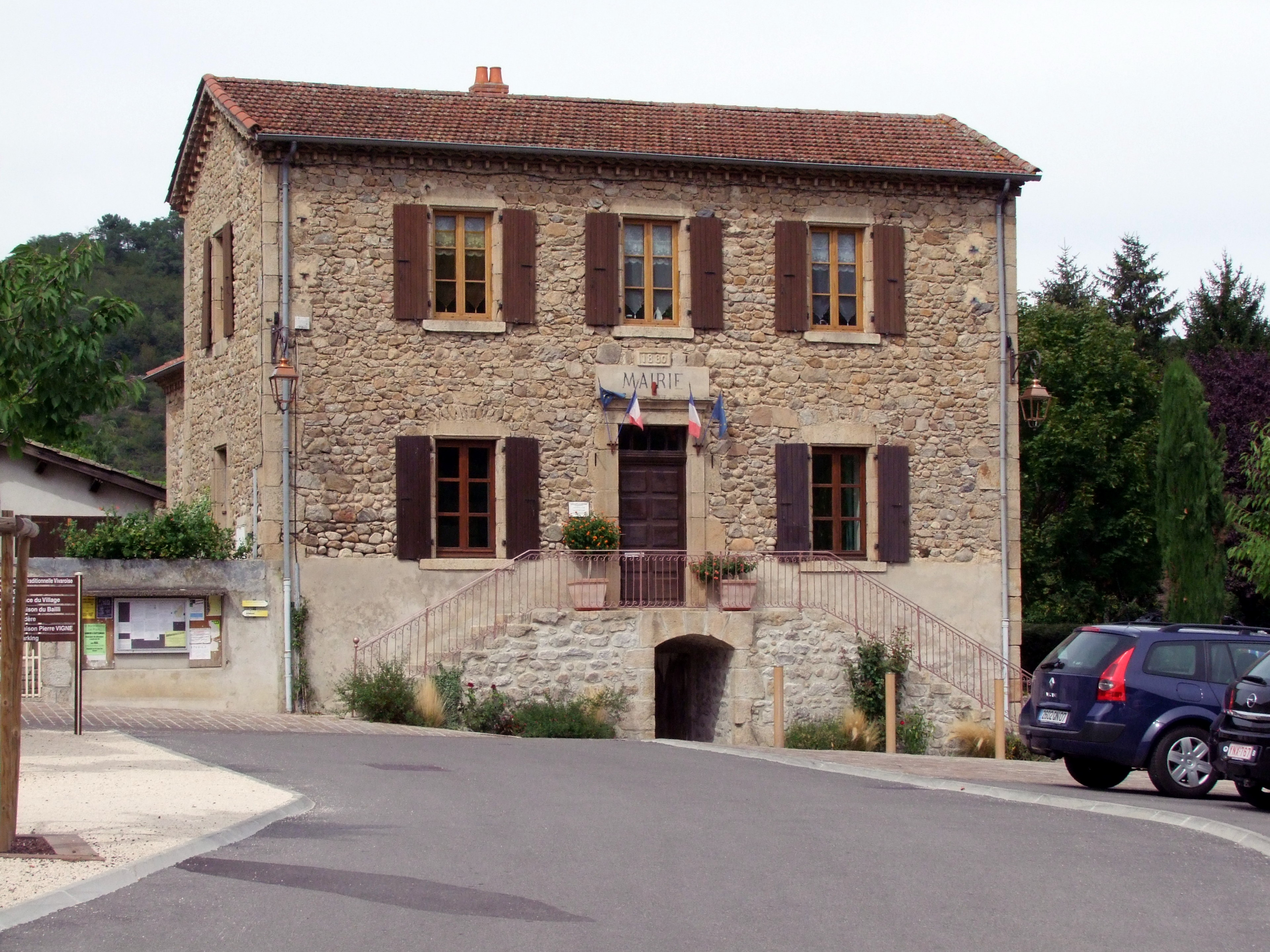
Мэрия
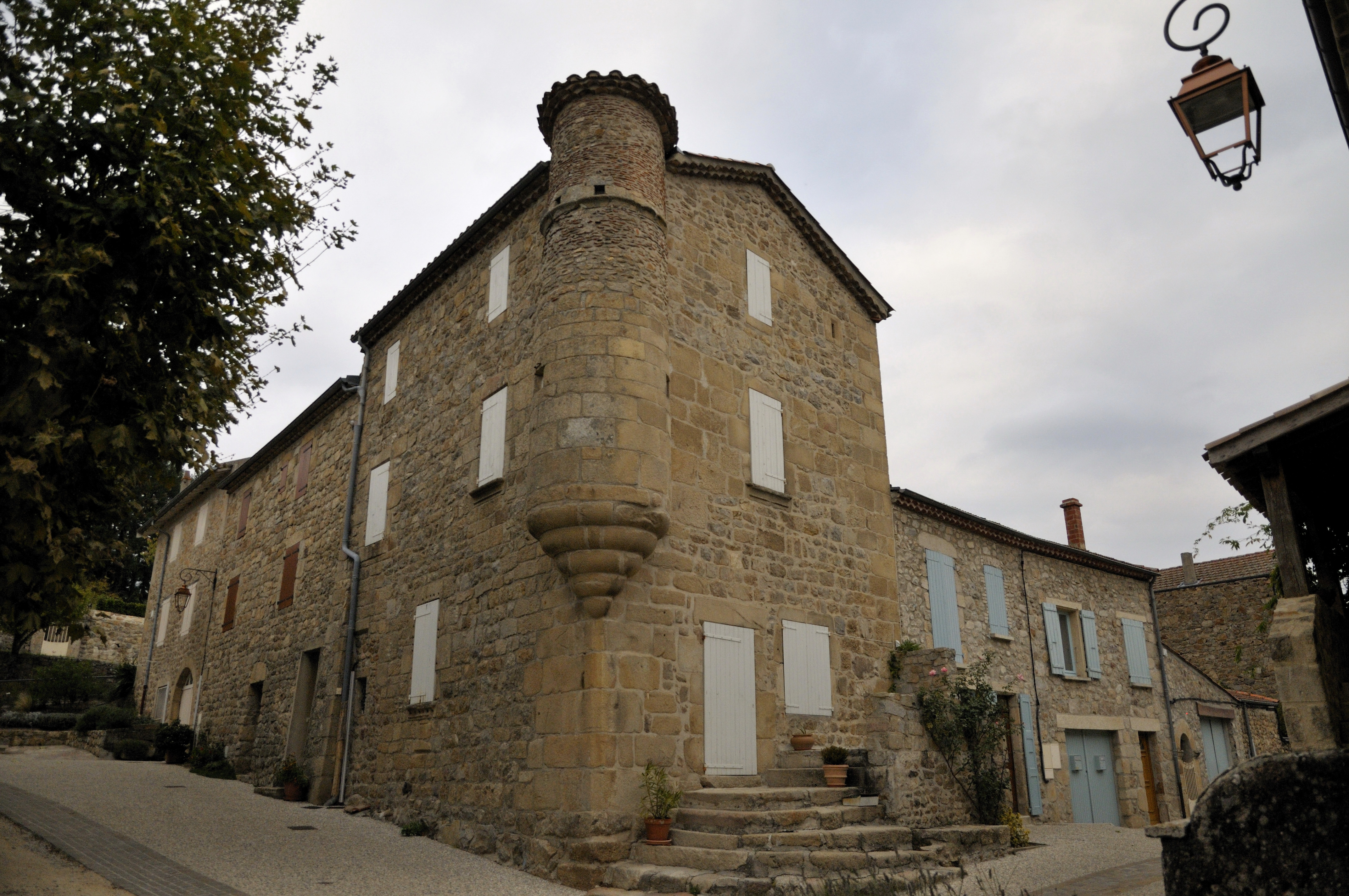
Дом бальи
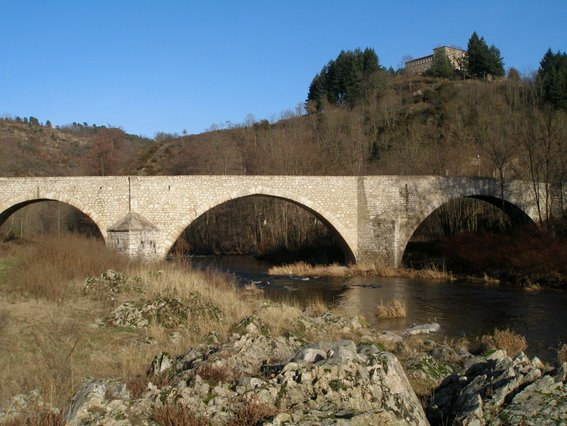
Королевский мост